# Capellia cecidomyiae
Capellia cecidomyiae är en stekelart som först beskrevs av Julius Theodor Christian Ratzeburg 1844.  Capellia cecidomyiae ingår i släktet Capellia och familjen puppglanssteklar. Arten är reproducerande i Sverige. Inga underarter finns listade.